# وهددن (كامبريدجشير)
وهددن (بالإنجليزية: Whaddon, Cambridgeshire)‏ هي أبرشية مدنية تقع في المملكة المتحدة في إنجلترا. يقدر عدد سكانها بـ 481 نسمة .